# Billy Sullivan (acteur)
Pour les articles homonymes, voir Sullivan.
Ne doit pas être confondu avec Billy Sullivan ou Billy L. Sullivan.
Billy Sullivan est un acteur américain né le 18 juillet 1891 à Worcester et mort le 23 mai 1946 à Great Neck. Il a joué beaucoup de rôles de boxeur.

## Filmographie

### Cinéma
- 1914 : Gold de Frederick Sullivan
- 1914 : Old Jackson's Girl
- 1914 : Pawns of Fate
- 1914 : The Cripple
- 1914 : The Harvest of Regrets
- 1914 : The Million Dollar Mystery
- 1914 : When Vice Shuddered
- 1915 : Movie Fans
- 1915 : My Lady High and Mighty
- 1916 : Making the Major a Mayor
- 1917 : Over the Hill de William Parke : le Roi Arthur
- 1917 : The Cigarette Girl
- 1918 : Getaway Kate
- 1918 : La Maison du brouillard (The House of Mirth) d'Albert Capellani
- 1918 : What Becomes of the Children ? : Fred
- 1919 : Par amour (The Lightning Raider) de George B. Seitz (serial)
- 1920 : A Manhattan Knight : l'amoureux de la fille
- 1922 : Kid Roberts, Gentleman du ring (en) (The Leather Pushers) d'Edward Laemmle (serial) : Kid Roberts (à partir de l'épisode 4 — tous les épisodes où joue Sullivan sont perdus)
- 1923 : That Kid from Madrid
- 1923 : The Courtship of Myles Standish : John Howland
- 1924 : A Race for a Ranch
- 1924 : A Tough Tenderfoot
- 1924 : An Eyeful
- 1924 : Big Boy Blue
- 1924 : Girls Will Be Girls
- 1924 : He Loops to Conquer
- 1924 : Her Rodeo Hero
- 1924 : Swing Bad the Sailor
- 1924 : The Christmas Handicap
- 1924 : The Double X
- 1924 : The Empty Stall
- 1924 : The Fiddlin' Doll
- 1924 : The Get-Away Day
- 1924 : The Hot Dog Special
- 1924 : The Red Rage
- 1924 : The Shooting Star
- 1924 : The Slanderers : Larry Calkins
- 1925 : Cœur de champion : Billy
- 1925 : Goat Getter : Billy Morris
- 1925 : Ridin' Pretty : Stringbean
- 1925 : Seeing Red d'Ernst Laemmle
- 1925 : The Fear Fighter : Billy Griffin
- 1925 : The Fighting Terror
- 1925 : The Loser Wins
- 1925 : The Whip Hand
- 1925 : Way of the West
- 1926 : Broadway Billy de Harry Joe Brown : Billy Brooks
- 1926 : Fighting Thorobreds
- 1926 : One Punch O'Day : Jimmy O'Day
- 1926 : Rapid Fire Romance : Tommy Oliver
- 1926 : Speed Cop
- 1926 : Speed Crazed : Billy Meeks
- 1926 : Stick to Your Story : Scoop Martin
- 1926 : The Gallant Fool (en) : Billy Banner
- 1926 : The Heart of a Coward : 'Yellow' Brown
- 1926 : The Patent Leather Pug : Billy Griffin
- 1926 : The Windjammer
- 1926 : The Winner : Scotty MacTavish
- 1927 : Daring Deeds : William Gordon Jr
- 1927 : Red Clay : Bobb Lee
- 1927 : Smiling Billy
- 1927 : Speedy Smith : Billy Smith
- 1927 : The Cancelled Debt de Phil Rosen : Jimmy Martin
- 1927 : When Seconds Count : Billy Mathewson
- 1928 : Hot Luck
- 1928 : No Ordinary Guy
- 1928 : Nuit de folie de Rupert Julian et Cecil B. DeMille : Crook (non crédité)
- 1931 : Sweepstakes : Speed Martin
- 1932 : The Bride's Bereavement; or, The Snake in the Grass
- 1932 : The Engineer's Daughter; or, Iron Minnie's Revenge
- 1932 : Two Lips and Juleps; or, Southern Love and Northern Exposure
- 1933 : Les Pantins (Broadway to Hollywood) : (non crédité)
- 1933 : Lost in Limehouse
- 1933 : Nuits de Broadway (Broadway Through a Keyhole) de Lowell Sherman : Membre du Rocci's Mob (non crédité)
- 1933 : The Thrill Hunter (en) de George B. Seitz : Studio Press Agent (non crédité)
- 1934 : Among the Missing d'Albert S. Rogell : le greffier (non crédité)
- 1934 : Au fond de l'océan (No More Women) d'Albert S. Rogell (non crédité)
- 1934 : Le Témoin imprévu (Evelyn Prentice) de William K. Howard (non crédité)
- 1934 : Name the Woman d'Albert S. Rogell : Reporter
- 1935 : It Happened in New York d'Alan Crosland : Photographe (non crédité)
- 1935 : Les Hommes traqués de J. Walter Ruben (non crédité)
- 1935 : Mister Dynamite d'Alan Crosland : un flic (non crédité)
- 1935 : Murder by Television de Clifford Sanforth : Reardon
- 1935 : One More Spring de Henry King : (non crédité)
- 1935 : Transient Lady d'Edward Buzzell : William (non crédité)
- 1936 : Empreintes digitales de Raoul Walsh : Barbier (non crédité)